# Campionats del món de ciclocròs de 1991
Els Campionats del món de ciclocròs de 1991 foren la 42a edició dels mundials de la modalitat de ciclocròs i es disputaren el 2 i 3 de febrer de 1991 a Gieten, Aa en Hunze, Drenthe, Països Baixos. Foren tres les proves disputades.

## Resultats
| Prova         | Or                  | Plata              | Bronze          |
| Cursa elit    | Radomir Simunek     | Adrie van der Poel | Bruno Lebras    |
| Cursa amateur | Thomas Frischknecht | Henrik Djernis     | Daniele Pontoni |
| Cursa júnior  | Ondřej Lukes        | Jiří Pospíšil      | Dariusz Gil     |

## Classificacions

### Classificació de la prova elit
| Pos. | Ciclista            | País           | Temps           |
| ---- | ------------------- | -------------- | --------------- |
|      | Radomír Šimůnek     | Txecoslovàquia | 1 h 03 min 14 s |
|      | Adrie van der Poel  | Països Baixos  | + 0:00          |
|      | Bruno Lebras        | França         | + 0:06          |
| 4    | Henk Baars          | Països Baixos  | + 0:24          |
| 5    | Wim Lambrechts      | Bèlgica        | + 0:28          |
| 6    | Frank van Bakel     | Països Baixos  | + 0:34          |
| 7    | Roger Honegger      | Suïssa         | + 0:37          |
| 8    | Martin Hendriks     | Països Baixos  | + 0:46          |
| 9    | Dominique Arnould   | França         | + 1:06          |
| 10   | Christophe Lavainne | França         | + 1:40          |

### Classificació de la prova amateur
| Pos. | Ciclista            | País           | Temps       |
| ---- | ------------------- | -------------- | ----------- |
|      | Thomas Frischknecht | Suïssa         | 50 min 19 s |
|      | Henrik Djernis      | Dinamarca      | + 0:23      |
|      | Daniele Pontoni     | Itàlia         | + 0:24      |
| 4    | Marcel Gerritsen    | Països Baixos  | + 0:26      |
| 5    | Edward Kuyper       | Països Baixos  | + 0:31      |
| 6    | Timo Berner         | Alemanya       | + 0:32      |
| 7    | Rudy Thielemans     | Bèlgica        | + 0:44      |
| 8    | Beat Wabel          | Suïssa         | + 0:45      |
| 9    | Radovan Fořt        | Txecoslovàquia | + 0:54      |
| 10   | Pavel Elsnic        | Txecoslovàquia | + 0:59      |

### Classificació de la prova júnior
| Pos. | Ciclista        | País           | Temps       |
| ---- | --------------- | -------------- | ----------- |
|      | Ondřej Lukeš    | Txecoslovàquia | 45 min 47 s |
|      | Jiří Pospíšil   | Txecoslovàquia | + 0:00      |
|      | Dariusz Gil     | Polònia        | + 0:00      |
| 4    | Václav Metlička | Txecoslovàquia | + 0:01      |
| 5    | Jan Ullrich     | Alemanya       | + 0:01      |
| 6    | Jan Faltýnek    | Txecoslovàquia | + 0:04      |
| 7    | Marcel Vrogten  | Països Baixos  | + 0:21      |
| 8    | Tomasz Bukowski | Polònia        | + 0:36      |
| 9    | Roman Jordens   | Alemanya       | + 0:45      |
| 10   | Patrick Flamm   | Alemanya       | + 0:48      |

## Medaller
| Pos. | País           | Or | Plata | Bronze | Total |
| 1    | Txecoslovàquia | 2  | 1     | 0      | 3     |
| 2    | Suïssa         | 1  | 0     | 0      | 1     |
| 3    | Dinamarca      | 0  | 1     | 0      | 1     |
| 3    | Països Baixos  | 0  | 1     | 0      | 1     |
| 5    | França         | 0  | 0     | 1      | 1     |
| 5    | Polònia        | 0  | 0     | 1      | 1     |
| 5    | Itàlia         | 0  | 0     | 1      | 1     |